# Perche-Gouët
Le Perche-Gouët est une ancienne province de France située à 130 kilomètres environ à l'ouest-sud-ouest de Paris (nord-ouest d'Orléans), au cœur de la région naturelle du Perche et en partie dans le parc naturel régional éponyme. Elle s'étendait de Nogent-le-Rotrou et Montmirail à Illiers-Combray, Brou, Alluyes et Arrou, pour l'essentiel dans l'actuelle Eure-et-Loir et pour partie dans le Loir-et-Cher et la Sarthe.
Bordé à l'est par le comté du Dunois, à l'ouest par le comté du Maine, au nord par le comté du Perche (ou « Grand Perche ») et au sud par le comté puis duché de Vendôme, le Perche-Gouët tire son nom de Guillaume Gouët (voir ci-dessous), seigneur dans la première moitié du XIe siècle de Montmirail, Authon et La Bazoche qui, le premier, a donné une certaine unité à cette région,.

## Géographie

Carte du Perche tel qu'il était défini sous l'Ancien régime, soit le comté du Perche, le Perche-Gouët et le Thymerais, et les communes et départements actuels.

L’ancienne province se situait en plein cœur de la région naturelle du Perche.

### Villes principales
Le Perche-Gouët est né de cinq baronnies dont les capitales respectives étaient : 
- Alluyes (la Riche) ;
- Authon (la Gueuse) ;
- La Bazoche (la Pouilleuse) ;
- Brou (la Noble)  ;
- Montmirail (la Superbe)[1],[3].

### Hydrographie
Le Perche-Gouët est très riche en eau. Il n'est marqué par aucune grande rivière mais d'innombrables petits cours d'eau y coulent, affluents ou sous-affluents du Loir et de l'Huisne, eux-mêmes affluents de la Sarthe.
Les étangs et sources sont également fort nombreux, en particulier autour de Gréez-sur-Roc où l'on trouve une quantité importante de noms de hameaux et lieux-dits évoquant l'eau.

## Histoire

### Origine

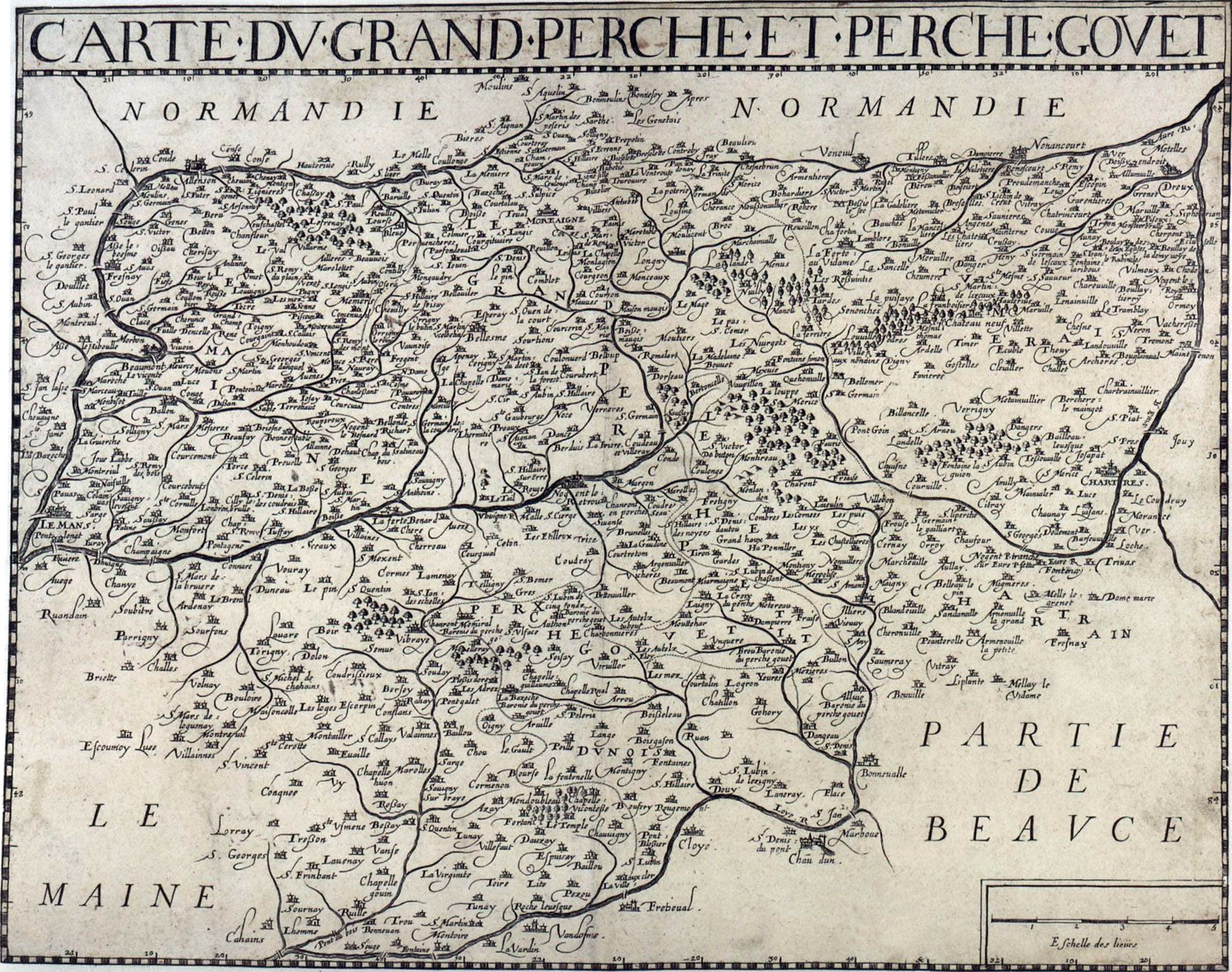
Carte du Grand Perche & du Perche Gouet. Carte du XVIIe

Les débuts de l'histoire du peuplement du Perche-Gouët remontent au VIe siècle, époque où plusieurs ermites venus d'Orléans se retirèrent dans les bois du Perche pour y fonder des églises : Avitus et Carilephus, puis Boamirus, Ulfacius, Leobinus et Almirus, qui ont donné naissance aux villages de Saint-Avit, Saint-Bomer, Saint-Ulphace, Saint-Lubin-des-Cinq-Fonts et Gréez-sur-Roc.
Après avoir successivement été une possession de la femme de Clovis II puis de l'évêque de Chartres, qui y fit construire de premières forteresses, pour la protéger des incursions vikings, la région connut sa première unification à la suite du mariage de Guillaume Gouët avec la fille de Gauthier d'Alluyes, Mahaut (veuve de Geoffroy de Médène). Par cette alliance, Guillaume Gouët devint le seigneur de ce qui s’appellera le Perche-Gouët, qui comprenait au XIe siècle les terres de Montmirail, Authon, La Bazoche, Brou et Alluyes. Le petit-fils de Guillaume Gouët, Guillaume III, renforça cette unification en menant plusieurs guerres contre les  comtes du Perche : le Perche-Gouët était né.
Ces terres étaient désignées au XIIe siècle sous le nom de Terre-Gouët, au XIIIe siècle sous celui de Fief-Gouët, et seront appelées Perche-Gouët à partir de 1540. Depuis le Perche-Gouët a souvent été désigné par le nom de Petit-Perche ou Bas-Perche, par opposition au comté ou à la province désignée par celui de Grand-Perche. Les cinq terres du Perche-Gouët sont qualifiées de châtellenies en 1402, et de baronnies seulement en 1505.
Le Perche-Gouët se situait dans la même aire de l'ancien saltus Perticus que la province du Perche, mais suivait la coutume du Pays Chartrain dont il faisait partie. En 1789, Le Perche Gouët appartenait avec le Pays chartrain et le Thymerais au bailliage de Chartres.
Sous l'ancien régime et jusqu'en 1790, le Perche-Gouët était constitué de cinq  baronnies : Alluyes (dite la Riche), Brou (la Noble),  Authon (la Gueuse), La  Bazoche (la Pouilleuse) et Montmirail (la Superbe).
L'unité du Perche-Gouët était assurée par sa coutume, respectée dans toutes les  paroisses relevant de ces Cinq  baronnies, sans véritable lien ni féodal, ni judiciaire, ni administratif avec le Grand Perche. Sur le plan judiciaire, le Perche-Gouët dépendait du bailliage royal de Janville et sur le plan administratif de la Généralité d'Orléans, élection de Châteaudun.
Les cinq baronnies comprenaient une trentaine de  paroisses dont la répartition actuelle en cantons modernes est la suivante :
| Canton (Département) | Authon-du-Perche (Eure-et-Loir) | Brou (Eure-et-Loir) | Bonneval (Eure-et-Loir) | Montmirail (Sarthe) | Thiron-Gardais (Eure-et-Loir) | Cloyes-sur-le-Loir (Eure-et-Loir) | Mondoubleau (Loir-et-Cher) | Droué (Loir-et-Cher) |
| -------------------- | ------------------------------- | ------------------- | ----------------------- | ------------------- | ----------------------------- | --------------------------------- | -------------------------- | -------------------- |
| Communes             | Authon-du-Perche                | Brou                | Alluyes                 | Montmirail          | Frazé                         | Arrou                             | Arville                    | Le Gault-du-Perche   |
| Communes             | La Bazoche-Gouet                | Bullou              | Trizay-lès-Bonneval     | Champrond           | La Croix-du-Perche            | Châtillon-en-Dunois               | Saint-Avit                 |                      |
| Communes             | Les Autels-Villevillon          | Dampierre-sous-Brou |                         | Melleray            |                               |                                   | Le Plessis-Dorin           |                      |
| Communes             | La Chapelle-Guillaume           | Dangeau             |                         |                     |                               |                                   |                            |                      |
| Communes             | Chapelle-Royale                 | Mézières-au-Perche  |                         |                     |                               |                                   |                            |                      |
| Communes             | Charbonnières                   | Mottereau           |                         |                     |                               |                                   |                            |                      |
| Communes             | Luigny                          | Unverre             |                         |                     |                               |                                   |                            |                      |
| Communes             | Miermaigne                      | Vieuvicq            |                         |                     |                               |                                   |                            |                      |
| Communes             | Moulhard                        | Yèvres              |                         |                     |                               |                                   |                            |                      |
| Communes             | Soizé                           |                     |                         |                     |                               |                                   |                            |                      |

À des périodes plus anciennes, d'autres  paroisses ont appartenu, en totalité ou non, au Perche-Gouët : Les Autels-Tubœuf, Beaumont-le-Chartif, Béthonvilliers, Coudray-au-Perche, Les Étilleux, Saint-Bomer, Saint-Pellerin, Saint-Ulphace.

## Seigneurs du Perche Gouët

### Généalogie
Généalogie de la famille Montmirail, premiers seigneurs du Perche-Gouët.
```
Guillaume 
Gouët 
I
er
 (« Gogietus ») (1005-1060 ?)
X Mahaud d’Alluyes, dame de Brou et d’Alluyes
│
├─> Hildeburge Gouët
├─> Richilde Gouët
└─> 
Guillaume 
Gouët 
II
 « Le Vieux »
    X  Eustache Crespon
    │
    ├─> Hugues Gouët
    ├─> Robert Gouët
    ├─> Mathieu Gouët
    ├─> Mathilde Gouët
    └─> 
Guillaume 
Gouët 
III
 « Le Jeune »
        X Mabile fille d'
Henri 
I
er
 d'Angleterre
        │
        ├─> Eustachie Gouët
        ├─> Agnès Gouët
        └─> 
Guillaume 
Gouët 
IV
 (1125 - 1171)
            X 
Isabelle de Blois
 (fille de 
Thibaud 
IV
)
            │
            ├─> Eustachie Gouët
                X 
Anselme
 († 1165) 
comte de St-Pol
 : d'où la suite des comtes de St-Pol
            └─> Mabile ou 
Mathilde Gouët

                X 
Hervé 
III
 († 1187), seigneur de 
Donzy

                │
                ├─> 
Renaud de Montmirail
 († 
1205
)
                └─> 
Hervé 
IV
 de Donzy
 († 
1222
), 
comte de Nevers

                    X 
Mathilde de Courtenay
 (1188-1257), comtesse de Nevers, Auxerre et Tonnerre
```

### Seigneurs

#### Guillaume Gouët
Guillaume (1005-1060 ?) était un homme du comte Thibaud III de Blois, de Chartres et de Champagne, probablement lié à (ou membre de) la famille des seigneurs de Château-du-Loir. 
Ce seigneur du Petit Perche composé des baronnies de Montmirail, Authon et de La Bazoche, y joignit celles d'Alluyes et de Brou par son alliance au commencement du XIe siècle avec Mahaut d’Alluyes, fille de Gautier d'Alluyes, dame de Brou et d’Alluyes, qui en était héritière (famille du Xe siècle ; une branche cadette des Alluyes continua les seigneurs de Châteaux-en-Anjou, Vaujours et Saint-Christophe, à la limite de l'Anjou, du Maine et de la Touraine : dans la première moitié du XIIe siècle, Jean Ier d'Alluyes baron de Châteaux et Saint-Christophe, fils d'Hugues II ou IV d'Alluyes, est le mari de la sœur de Guillaume de Semblançay, et un siècle plus tard Rotrou, seigneur de Montfort et Semblançay, épouse Marguerite d'Alluyes dame de Châteaux et Saint-Christophe, fille d'Hugues IV ou VI d'Alluyes ; Châteaux, Vaujours et Saint-Christophe passent alors aux Rotrou de Montfort, puis aux Parthenay ; ils sont cédés progressivement entre la fin du XIIIe siècle et la fin du XIVe siècle aux Trousseau puis aux Bueil : cf. l'évêque Hardouin et Jean IV de Bueil).
Ils eurent trois enfants : Guillaume, Hildeburge et Richilde. Les cinq baronnies qui prirent le nom de Perche Gouët demeurèrent unies jusqu'en 1475. 

#### GuillaumeGouëtII
Fils de Guillaume Gouët et de Mahaut d’Alluyes, il épouse Eustach(i)e Crespon dont il eut cinq enfants : Guillaume, Hugues, Robert, Mathieu et Mathilde.

#### GuillaumeGouëtIII
Fils de Guillaume Gouët II et d'Eustache Crespon, il épouse vers 1122 Mabile, une fille naturelle du roi Henri 1er d’Angleterre de laquelle il eut Guillaume, Eustachie et Agnès.

#### GuillaumeGouëtIV
Fils de Guillaume Gouët III et de Mabile, il épouse Isabelle de Blois, fille de Thibaud le Grand. Leur union donne naissance à deux filles : Mathilde et Eustachie.

#### Mathilde Gouët
Fille aînée de Guillaume Gouët IV et d'Isabelle de Blois, elle épouse Hervé III de Donzy, fils de Geoffroi III seigneur de Donzy et de Garne de Toucy.

#### HervéIVde Donzy
Hervé IV de Donzy est fils des précédents (2e moitié du XIIe siècle - † 1222). Son union avec la comtesse Mathilde poursuit les comtes de Nevers, Auxerre et Tonnerre. 
Les comtes de Nevers sont les seigneurs du Perche-Gouët jusqu'à la comtesse Yolande (1247-1280), qui épouse Robert III de Dampierre comte de Flandre et passe la succession du Perche-Gouët à leur fils cadet Robert de Flandre-Cassel (aussi seigneur de Nogent-le-Rotrou par sa femme Jeanne de Bretagne).
Robert et Jeanne transmettent la seigneurie à leur fille Yolande, qui épouse Henri IV comte de Bar (-le-Duc). Comme Nogent-le-Rotrou, le Perche-Gouët va ensuite à des parents des Bar : les Luxembourg-Ligny-St-Pol, avec le connétable Waléran III qui épouse Bonne de Bar, fille de Robert Ier de Bar et petite-fille de Yolande de Flandre et Henri IV de Bar. Plus tard on trouve le connétable Louis de Luxembourg comte de St-Pol, petit-neveu de Waléran, marié à Jeanne de Bar arrière-arrière-petite-fille de Yolande et Henri IV de Bar.
On trouve aussi les Valois-Anjou-Maine, avec Charles IV comte du Maine, issu des Bar par sa grand-mère Yolande de Bar petite-fille de Yolande et Henri IV de Bar. Il épouse Isabelle de Luxembourg-Saint-Pol, sœur du connétable Louis, avec qui il a Charles V duc d'Anjou, et Louise d'Anjou († 1470). Louise transmet Alluyes et Brou à son mari Jacques d'Armagnac-Nemours († exécuté en août 1477), puis à leurs enfants (dont Jacques, Jean († 1500), Louis († 1503), Marguerite — † 1503, épouse du maréchal Pierre de Rohan-Gié — Catherine et Charlotte d'Armagnac), aussi seigneurs de Nogent, barons de Sablé et de Mayenne, comtes de Guise et de Pardiac jusqu'au tout début du XVIe siècle († de Charlotte d'Armagnac-Nemours en juillet 1604 ; elle était la femme de Charles de Rohan-Gié, fils du maréchal  Pierre). 
Alors que Nogent-le-Rotrou et Sablé continuent dans la descendance des Bar (les Luxembourg-St-Pol ou les Anjou), le Perche-Gouët passe à d'autres familles par acquisition.

#### Autres familles
En 1509, Alluyes et Brou sont acquises par Florimond Robertet. Sa fille Françoise Robertet (1519-1575), dame d'Alluyes, épouse Jean II Babou de La Bourdaisière. Ils ont pour fille Isabeau (1551-1625), qui épouse François d'Escoubleau de Sourdis (parents entre autres enfants de François), et dont la descendance forme la continuation des Escoubleau marquis de Sourdis et d'Alluyes. Le fils de Florimond Robertet, François Robertet, est seigneur de Brou et Villemomble. Il a une fille, Françoise, qui épouse Tristan marquis de Rostaing ; leur descendance forme la continuation des familles Rostaing puis Beaumanoir-Lavardin (les Rostaing eurent aussi Sury et Thieux).
De 1475 à 1484, Montmirail, Authon et La Bazoche furent saisies par Louis XI (descendant des Perche-Gouët par les Bar (de Bar-le-Duc) comme arrière-petit-fils de Yolande de Bar par sa mère la reine Marie d'Anjou), puis données vers 1484 à Jacques de Luxembourg sire de Richebourg, frère du connétable Louis ci-dessus et sans lien direct avec les Perche-Gouët. La fille de Jacques de Luxembourg, Isabelle dame de Richebourg , fondatrice en 1514 du couvent des religieuses de l'Annonciade à Béthune en Artois , épouse Jean III de Melun seigneur d'Antoing et d'Epinoy. Leur fille Marie épouse Jean V de Bruges-La Gruthuse ( Marie de Melun était veuve en 1525 du fameux maréchal de La Palice, d'où la succession des Chabannes de La Palice). Avec Jean V de Bruges elle a trois enfants dont  un fils, René de Bruges marié en 1558 avec Béatrix de La Chambre, dame d'honneur de la reine Catherine de Médicis,  qui a lui-même une fille unique Catherine de Bruges de La Gruthuse. Catherine de Bruges épouse le 9 juin 1574 en Franche-Comté en premières noces, Louis de La Baume-St-Amour chevalier de l'Ordre de l'Annonciade. Leur fils Emmanuel-Philibert de la Baume ( Famille de La Balme ) comte de Saint-Amour , marié en 1599 à Hélène Perrenot de Granvelle ( nièce du chancelier Antoine Perrenot de Granvelle ) qui a lui-même un fils, Jacques-Nicolas de La Baume-St-Amour, gouverneur de Namur et de Dole. Ce dernier vend la seigneurie de Montmirail en 1658 à Jean Perrault de Montrevost/Montrevault seigneur de Milly, Chagny, Augerville, et président à la Chambre des Comptes de Paris.
La seigneurie est ensuite vendue en 1676 au prince Louis-Armand Ier de Conti x Marie-Anne de Bourbon, l'a 1re Mademoiselle de Blois, fille de Louis XIV (les deux époux sont issus plusieurs fois des Bar).
Authon est vendue par la princesse douairière de Conti († 1739) en 1707 à Eustache-Auguste Le Clerc de Lesseville de Charbonnières († 1712 ; neveu d'Antoine Ier seigneur de Maillebois : cf. l'article Châteauneuf-en-Thymerais) < son neveu et gendre (car x 1708 sa fille Charlotte-Françoise) Charles-Nicolas Le Clerc de Lesseville comte de Charbonnières (1679-1749) < Charles, 1714-1779 < Anne-Charles-Guillaume Le Clerc de Lesseville, d'où postérité. 
Montmirail et La Bazoche sont vendues par la princesse douairière de Conti en 1719 à Michel Havet de Neuilly ou Nully (plutôt que Neuilly-sur-Eure, malgré la proximité géographique de ce dernier avec le Perche-Gouët), président au Parlement de Paris, † janvier 1760 < Jean-Thomas marquis de Nully < à son cousin, Jean de Guillebon (neveu de Michel Havet ; fils de Jacques-Claude Guillebon x Anne Havet de Neuilly) < Monique-Amélie Guillebon de Saint-Ulphace (1757-1813), x le 10 mai 1775 Jean-Pierre Adrien Augustin Le Pesant de Boisguilbert seigneur de Pinterville (1754-1825), petit-fils de l'économiste, d'où postérité.